# Liliensternus
Liliensternus ("Liliensternův") byl rod středně velkého a vývojově primitivního teropodního dinosaura, žijícího v období pozdního triasu na území dnešního Německa.

## Popis
Liliensternus měřil přibližně 5,2 metru na délku, hmotnost se odhaduje asi na 84 nebo 130 kg.. Pojmenován byl na počest lékaře a amatérského paleontologa Huga Rühle von Liliensterna. Byl to masožravec, který zřejmě lovil sauropodomorfy, například rod Plateosaurus, který žil ve stejné době a na stejném místě. Žil v období pozdního triasu, asi před 208 miliony let. Na relativně dlouhé a štíhlé hlavě měl malé hřebínky, jako u trochu většího dilofosaura, který byl jeho vzdáleným vývojovým příbuzným. Hlava byla posazena na dlouhém krku, relativně dlouhé a štíhlé bylo celé tělo, což je typický znak célofyzoidů. Dalšími typickými znaky byly i dlouhé silné nohy a ocas. Mezi jeho příbuzné patřil již zmíněný Dilophosaurus, dále Coelophysis a současník Procompsognathus, který patřil do čeledi Coelophysoidea a byl menší než Dilophosaurus, ale větší než Coelophysis.
Ačkoliv fosilie tohoto teropodního dinosaura byly poprvé objeveny již roku 1834, formálně popsán byl až o celých 150 let později.

## Synonyma

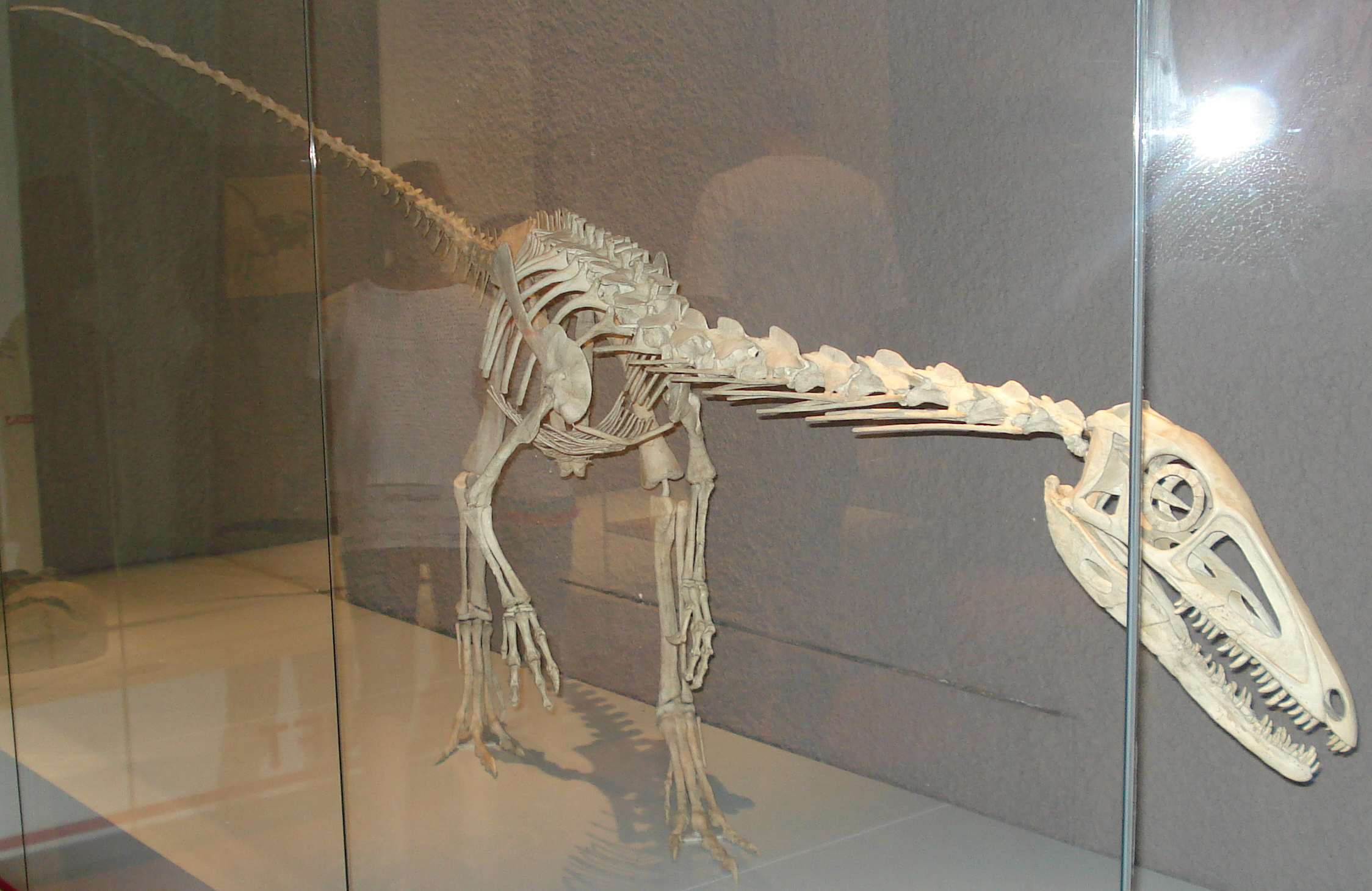
Kostra ve stuttgartském muzeu

Liliensternus byl dlouho zaměňován s druhem Halticosaurus liliensterni (Friedrich von Huene, 1934), avšak novější vědecká studie dokázala, že jde ve skutečnosti o dva různé rody teropodů, které jsou si blízce příbuzné. Do tohoto rodu může spadat také zástupce nejistého taxonu Tanystrosuchus posthumus, známý jen podle jednoho fosilního krčního obratle.
Příbuzným druhem by mohl být také polský taxon Velocipes guerichi, formálně popsaný roku 1932 rovněž Friedrichem von Huenem.

### Česká literatura
- Socha, V. (2019). Nová cesta do pravěku. Nakl. CPress, Brno. ISBN 978-80-264-2494-9. (str. 138-139)